# Paroxyethira tillyardi
Paroxyethira tillyardi är en nattsländeart som beskrevs av Martin E. Mosely 1924. Paroxyethira tillyardi ingår i släktet Paroxyethira och familjen smånattsländor. Inga underarter finns listade i Catalogue of Life.